# Voluntarism
Voluntarism (av latinets voluntas, "vilja") är en lära som betonar viljan, särskilt framför förnuftet (jämför rationalism, intellektualism). Voluntarismens motsats är utilitarism eller opportunism.

## Beskrivning
Voluntarism finns både som psykologisk, etisk, metafysisk och teologisk lära. Den psykologiska voluntarismen hävdar att det grundläggande i människan är viljan. Förnuftet är därmed underordnat viljan; viljan är "ett blint begär", en idé som framförs av Schopenhauer i Världen som vilja och föreställning.
Etisk voluntarism hävdar att något endast är moraliskt gott, om det är föremål för en mänsklig vilja, det vill säga ifall till exempel en händelse stämmer överens med de inblandade personernas vilja (vilket är skilt från till exempel en hedonistisk etik, där detta avgörs ifall de inblandade upplevde lycka eller njutning). 

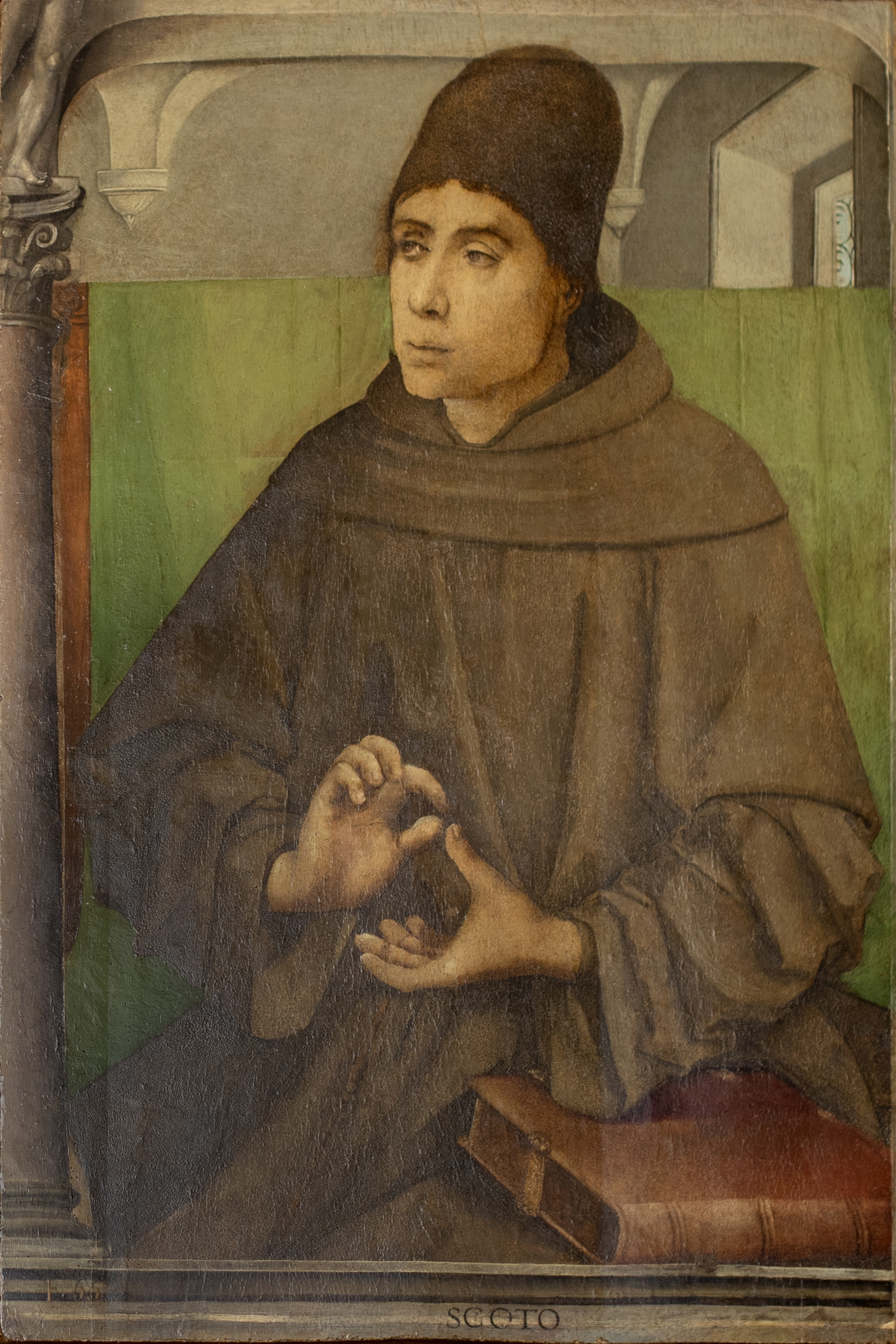
Johannes Duns Scotus.

Denna form av voluntarism gränsar till en metafysisk värdeteori i den form där den mer specifikt hävdar att viljan är det som skapar värde; viljan är den existentiella grunden för värden i stort (se Nietzsche). Metafysisk voluntarism innebär i sig alltså att det egentligt verkliga, tillvarons grund, är viljan (se Schopenhauer). 
Den teologiska voluntarismen, företrädd av till exempel Johannes Duns Scotus och Wilhelm av Ockham, betonar den abrahamitiska monoteistiska Guds vilja framför förnuftet, förnuftet hos både människan och Gud. 

## Ideologi
Ideologisk voluntarism anser att mänsklig samverkan bör bygga på frivillighet. Se anarkokapitalism och libertarianism.